# Juncus montserratensis
Juncus montserratensis là một loài thực vật có hoa trong họ Juncaceae. Loài này được Marcet mô tả khoa học đầu tiên năm 1947.